# Cellobiosio
Il cellobiosio è un disaccaride formato per condensazione da due molecole di β-D-glucosio attraverso un legame glicosidico (acetalico) 1β−4'. Poiché possiede un legame emiacetalico libero, è uno zucchero riducente e dà mutarotazione.
Il cellobiosio è l'unità strutturale che si ripete nella cellulosa. La presenza del legame 1β−4', e l'assenza, nella maggior parte dei mammiferi, di specifici enzimi β-glicosidasi per la degradazione del legame, rendono pertanto la cellulosa non assimilabile. Solamente i ruminanti ed altri tipi di mammiferi che si cibano di erba, sono in grado di utilizzare il glucosio della cellulosa, grazie alla presenza, nel loro sistema digerente, di batteri e funghi che idrolizzano tale legame.